# Fred Kirby (cầu thủ bóng đá)
Frederick Kirby (sinh năm 1891) là một cầu thủ bóng đá người Anh thi đấu ở vị trí tiền đạo cho Sunderland.